# Règlement ecclésiastique
Ne doit pas être confondu avec Discipline ecclésiastique.

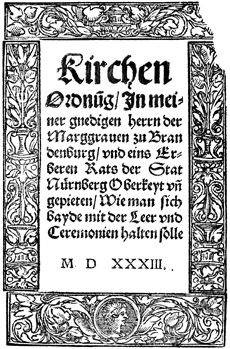
Document historique intitulé Kirchenordnung (Ordre ecclésiastique) destiné à réguler la pratique religieuse dans le territoire de Brandebourg. Ce type de texte est typique de la Réforme protestante, lorsque les autorités locales en Allemagne introduisaient des règlements religieux pour organiser les églises et la vie spirituelle selon les principes luthériens.

Le règlement ecclésiastique ou ordre ecclésiastique ou constitution ecclésiastique (allemand : Kirchenordnung) désigne dans le luthéranisme la constitution ecclésiastique d'une religion d'État.
La mise en place d'un ordre ecclésiastique commence habituellement par l'établissement d'un dogme où l'accord de l'Église d'État avec le Livre de Concorde est mis en avant avec plus ou moins de détails (Credenda). S'ensuivent les règles liturgiques, la nomination des officiers de l'Église, l'organisation cléricale, la discipline, le mariage, les écoles, le paiement des responsables de l'Église et de l'école, l'administration de la propriété de l'Église, l'assistance aux pauvres (Agende) etc..
La conversion de l'État prussien au luthéranisme s'est formellement réalisée à travers la publication du « Règlement ecclésiastique » (allemand : Kirchenordnung) (parfois appelé « Discipline ecclésiastique «) lors de la diète de Königsberg, le 10 décembre 1525.